# Marais de Bréjat
Le marais de Bréjat est un marais doux de la presqu'île d'Arvert sur la commune des Mathes en Charente-Maritime.

## Géographie
Le marais de Bréjat se trouve sur la commune des Mathes entre le bourg des Mathes et le quartier balnéaire de La Palmyre. Il est traversé par la D141 nommée Avenue des Mathes.

## Histoire
Il y a environ 1 000 ans, avec le retirement des eaux de la presqu'île d'Arvert, le marais était occupé par l'étang de Barbareu qui était encore relié à la mer par un cordon alluvionnaire, le riveau de Bréjat. L'étang de Barbareu formait une grande mer intérieure dans la presqu'île, puis les moines de l'abbaye de la petite Couronne et de la Garde à La Tremblade entreprirent de dessécher l'étang pour le transformer en zone de pâturage pour le bétail. Le marais de Bréjat est séparé de la mer par une petite digue.